# Атанас Узунов (агроном)
Вижте пояснителната страница за други личности с името Атанас Узунов.
Атанас Иванов Узунов е български агроном.

## Биография
Роден е през 1903 г. в Никопол. През 1922 – 1926 г. учи във Висшето земеделско училище в Лайпциг. В 1932 – 1933 г. специализира стопанска икономика в САЩ. Агроном в Плевен (1927 – 1928), Свищов (1931) и Бургас (1934). Работи като учител в ДЗУ в с. Горни Дъбник (1928 – 1931), с. Искрец, Софийско (1933). Инспектор е в МЗДИ (1934 – 1940), комисар по преселването в Южна Добруджа (1940 – 1941), директор на Института за земеделско-стопански проучвания (1941 – 1944), Върховна стопанска камара (1944 – 1946) и Главпроект (1946 – 1960). Умира през 1986 г.
Личният му архив се съхранява във фонд 101К в Централен държавен архив. Той се състои от 60 архивни единици от периода 1935 – 1941 г.